# Вдовичкові
Вдовичкові (Viduidae) — родина горобцеподібних птахів. Назва дана через «жалобне» чорне забарвлення самців багатьох видів.

## Опис
Розмір тіла від 12 до 41 см в довжину, включаючи хвіст, особливо у деяких великих самців. Самці з домінуючими кольорами чорним або синім, окремі частини тіла мають білий або жовтий колір. Деякі види мають дуже довгі хвости. Добре виражений статевий диморфізм. Багато самок мають коричневий колір і схожі на горобців.

## Живлення
Вони живляться комахами і насінням.

## Поширення та місця існування
Населяють савани і відкриті рівнини, а також міські райони і сади Африки на південь від Сахари.

## Поведінка
Ці птахи є гніздовими паразитами — вони підкладають свої яйця в гнізда астрильдів. У деяких місцевостях усі або майже всі гнізда ткачиків «обдаровані» яйцями паразита. Причому кожен вид спеціалізується тільки на одному виді хазяїв.
Пташенята Viduidae ростуть разом з приймальними братами і сестрами і після вильоту з гнізда деякий час живуть дружною зграйкою. Молоді птахи запам'ятовують голоси, свист, тривожні і інші крики своїх названих батьків. Пізніше, подорослішавши, самці Viduidae співають ті ж пісні. А самиці летять тільки до тих самців, які співають, як птахи, в гніздах яких вони виросли, і пізніше лише в їх гнізда підкладають яйця.

## Роди
- Vidua — вдовичка
- Anomalospiza — зозульчак